# Turbicellepora canaliculata
Turbicellepora canaliculata är en mossdjursart som först beskrevs av Busk 1881.  Turbicellepora canaliculata ingår i släktet Turbicellepora och familjen Celleporidae. Inga underarter finns listade i Catalogue of Life.